# Церенпілійн Гомбосурен
Церенпілійн Гомбосурен (5 січня 1943, Уверхангай) — колишній політик Монгольської народно-революційної партії (МНРП). Міністр закордонних справ Монголії (1988—1996).

## Життєпис
Церенпілій Гомбосурен навчався в Інституті друкарства в Радянському Союзі, а потім працював інженером в Державній друкарні між 1967 і 1974 роками. Після подальшого курсу навчання з 1974 по 1976 рр. у Вищій партійній школі ЦК КПРС у Москві, працював між 1976 і 1984 роками, а згодом з 1984 по 1987 рр. радником посольства МНР в Радянському Союзі, був завідувачем відділу МЗС Монголії. Після повернення він обіймав посаду заступника начальника управління закордонних відносин Центрального комітету (ЦК) Монгольської народної революційної партії (МРВП) між 1987 і 1988 роками.
У 1988 р. Церенпілійн Гомбосурен змінив міністра закордонних справ Мангалина Дугерсурена і обійняв цю посаду навіть після краху комунізму після краху «провідної ролі» МРВП в Монгольській Народній Республіці 23 березня 1990 р.
У липні 1996 року його замінив Мендсейхани Енксайхан. У березні 1990 року він був обраний членом Політбюро та секретарем ЦК МРВП, а згодом входив до складу президії МРВП, що склалася, у період з квітня по листопад 1990 року.
Він також був депутатом Великого Державного Хуралу Монголії.

## Публікації
- Mongol Ulsyn XX zuuny gadaad bodlogiin tüükhen goin (Історичне дослідження зовнішньої політики Монголії в XX столітті), співавтор Мангалін Дюгерсюрен, Національний університет Монголії, Улан-Батор, 2004 р.